# La terrible Fifí
La terrible Fifí va ser una sèrie d'historietes creada pel dibuixant gallec Nené Estivill per a la revista Pulgarcito de l'Editorial Bruguera el 1958. És un dels «enfants terribles» del còmic clàssic espanyol, igual que altres sèries de la mateixa editorial com Zipi i Zape o Angelito.
La terrible Fifí es va publicar a les revistes Pulgarcito i Lily. Durant tots aquests anys, la sèrie va passar desapercebuda davant la censura, malgrat el seu component transgressor. Com explica l'historiador Juan Antonio Ramírez, aquesta sèrie, malgrat semblar oposada a Agamenón (classe burgesa davant camperols, perversitat davant bondat), comparteix amb ella la representació d'un món en trànsit de desaparició davant l'emergent societat de consum.

## Argument i personatges
Fifí és un nena de l'alta burgesia, perversa i intel·ligent, que manipula als quals l'envolten per humiliar-los, especialment a:
- Melanio Repelillo, xicot de la seva tia Ofelia[3]
- Don Ricachini, encarnació del potentat amb ganes de figurar i cap de Melanio.

Altres personatges menys habituals són:
- El seu pare Don Fermín i la seva mare;
- Papiolo, el seu germà, i[4]
- Simón, criat de Don Ricachini.

Com a acudit recurrent al final de la historieta, la víctima de Fifí pot queixar-se o demanar ajuda a Don Sordete, qui, com indica el seu propi nom, no sent el que li diu i acaba confirmant que és imprescindible que jugui Kubala. De vegades, Don Sordete apareix acompanyat de Don Chafaderete, que és qui li comenta el fet.